# Michel Tureau
Michel Tureau (* 27. Juli 1938 in Paris) ist ein französischer Schauspieler und Drehbuchautor.

## Leben
Bekannt wird der feingliedrige Michel Tureau in jungen Jahren als André in der Fernsehserie Le Tour de France par deux enfants (1956). Sein Filmdebüt folgt 1964 mit der Rolle des Milou in André Cayattes Meine Tage mit Pierre – meine Nächte mit Jacqueline. Tureaus Statur macht ihn schließlich zur Idealbesetzung des shakespeareschen Puck in Jean-Christophe Avertys Ein Sommernachtstraum (1969). Seine bekannteste Filmrolle ist im selben Jahr die Hauptrolle des sexuell gestörten Muttersöhnchens Casanova in Vöglein, Vöglein an der Wand (1969). 1971 folgt mit dem Part des Soldaten Jean Froissard in Biribi – Hölle unter heißer Sonne eine weitere Hauptrolle. Daneben spielt er Nebenrollen in einigen Louis-de-Funès-Komödien, als TV-Regisseur in Balduin, das Nachtgespenst und als de Funès’ Sohn Gérard Garnier in Balduin, der Geldschrankknacker. Heute arbeitet Tureau als Synchronsprecher (unter anderem für Kung Fu Panda).
Als Drehbuchautor schrieb Tureau unter anderem Labyrinth – Liebe ohne Ausweg (1992) mit Pierce Brosnan.

## Filmografie (Auswahl)
- 1964: Meine Tage mit Pierre – meine Nächte mit Jacqueline (La vie conjugale)
- 1964: Balduin, der Geldschrankknacker (Faites sauter la banque!)
- 1968: Balduin – das Nachtgespenst (Le tatoué)
- 1968: Vöglein, Vöglein an der Wand (Le grand cérémonial)
- 1968: Caroline Chérie (Schön wie die Sünde) (Caroline Chérie)
- 1969: Ein Sommernachtstraum (Le songe d'une nuit d'été)
- 1971: Biribi – Hölle unter heißer Sonne (Biribi)